# Кобылинский Хутор
Кобылинский Хутор — деревня в Плавском районе Тульской области в составе Молочно-Дворского сельского поселения

## География
Деревня находится в юго-западной части Тульской области на расстоянии приблизительно 20 км на юг-юго-запад по прямой от города Плавск, административного центра района.

## История
В 1926 году здесь было учтено 53 двора, в конце 1930-х годов — 57.

## Население
Постоянное население составляло 319 человек (1926 год), 73 (русские 93 %) в 2002 году, 72 в 2010.